# Palazzina Brogi
La palazzina Brogi è un edificio ottocentesco di Firenze. Si trova sul lungarno delle Grazie 4-6 rosso con affaccio anche sul corso dei Tintori 13.

## Storia e descrizione
L'edificio appartenne al fotografo Giacomo Brogi che vi teneva i propri studi. Si tratta di un'elegante palazzina ottocentesca, caratterizzata da un affaccio verso sud e l'Arno con una facciata dalla decorazione eclettica, dove spicca la serie di ampi finestroni continui, che servivano ad illuminare l'atelier di posa con molta luce naturale, vista la scarsa sensibilità delle pellicole dell'epoca.